# Carvoeira (Mafra)
Carvoeira é uma povoação portuguesa sede da Freguesia de Carvoeira do Município de Mafra, freguesia com 8,32 km² de área e 2848 habitantes (censo de 2021), tendo, por isso, uma densidade populacional de 342,3 hab./km².

## História
Até ao liberalismo constituía o reguengo da Carvoeira, sendo integrado no concelho da Ericeira em 1839 e, aquando da extinção deste em 1855, no (atual município) de Mafra.

## Demografia
A população registada nos censos foi:
| Ano  | 0-14 Anos | 15-24 Anos | 25-64 Anos | > 65 Anos |
| 2001 | 226       | 180        | 836        | 190       |
| 2011 | 383       | 205        | 1256       | 311       |
| 2021 | 473       | 280        | 1606       | 489       |

## Património
- Igreja de Nossa Senhora do Ó
- Ermida de São Julião
- Forte do Zambujal

## Praias
- Praia da Foz do Lizandro